# Ryuthela secundaria
Ryuthela secundaria ONO, 1997 è un ragno appartenente al genere Ryuthela della famiglia Liphistiidae.
Il nome del genere deriva dalle isole Ryukyu, arco insulare fra il Giappone e Taiwan, dove sono diffusi, e dal greco θηλή, thelè, che significa capezzolo, ad indicare la forma che hanno le filiere.
Il nome proprio deriva dal latino secundarium, cioè secondo, secondario, ad indicare che è la seconda specie a sé stante ad essere identificata nell'isola di Kumejima, dell'arcipelago delle isole Ryukyu.

## Caratteristiche
Ragno primitivo appartenente al sottordine Mesothelae: non possiede ghiandole velenifere, ma i suoi cheliceri possono infliggere morsi piuttosto dolorosi
Il bodylenght (lunghezza del corpo escluse le zampe) è di 11,3 millimetri per le femmine. Il cefalotorace è più lungo che largo e misura 4,7 millimetri nelle femmine. I cheliceri hanno 12 denti per le femmine, al margine anteriore delle zanne. L'opistosoma ha forma ovale, più lungo che largo, i tubercoli oculari più larghi che lunghi, le filiere mediane posteriori sono ridotte e completamente fuse e con due paia di setae.

## Riproduzione
Questa specie ha due spermateche di forma monolobata, vicine l'una all'altra o fuse con una larga apertura, e per queste caratteristiche è stata classificata nel Gruppo A dall'aracnologo Hirotsugu Ono insieme con R. nishihirai, R. ishigakiensis, R. owadai, R. sasakii, e R. tanikawai.
Nell'ambito dell'isola in cui è stata rinvenuta, si distingue dalla R. sasakii per la forma dei genitali femminili, con le spermateche fuse.

## Colorazione
Il cefalotorace è di colore bruno grigiastro, il tubercolo oculare è nero; i cheliceri sono bruno-giallognoli, le zanne bruno-rossastre. Lo sterno, le zampe e i pedipalpi sono bruno-giallognolo chiaro. L'opistosoma è beige, le scleriti dorsali sono bruno-nerastre chiaro; le scleriti ventrali sono beige chiare e le filiere sono giallo-brunastre.

## Distribuzione
Rinvenuta nella parte settentrionale dell'isola Kumejima, nel gruppo delle Isole Okinawa.